# Liste der Biografien/Jae
Liste der Biografien |
Portal Biografien |
Personensuche
# |
A |
B |
C |
D |
E |
F |
G |
H |
I |
J |
K |
L |
M |
N |
O |
P |
Q |
R |
S |
T |
U |
V |
W |
X |
Y |
Z |
?
 
Ja |
Jb |
Jd |
Je |
Jh |
Ji |
Jj |
Jl |
Jn |
Jm |
Jo |
Jp |
Jr |
Js |
Jt |
Ju |
Jv |
Jw |
Jy
 
Jaa |
Jab |
Jac |
Jad |
Jae |
Jaf |
Jag |
Jah |
Jai |
Jaj |
Jak |
Jal |
Jam |
Jan |
Jao |
Jap |
Jaq |
Jar |
Jas |
Jat |
Jau |
Jav |
Jaw |
Jax |
Jay |
Jaz
Die Liste der Biografien führt alle Personen auf, die in der deutschsprachigen Wikipedia einen Artikel haben. Dieses ist eine Teilliste mit 224 Einträgen von Personen, deren Namen mit den Buchstaben „Jae“ beginnt.

## Jae
- Jae (* 1973), österreichische Reality-Life Pornodarstellerin
- Jae (* 1978), deutsche Schriftstellerin
- Jae, Jasmine (* 1981), englische Pornodarstellerin

### Jaec
- Jaeck, Alfred (1911–1953), Schweizer Fußballspieler
- Jaeck, Heinrich Joachim (1777–1847), deutscher Ordensgeistlicher, Bibliothekar und Historiker
- Jaeck, Marcus Fidelis (1768–1845), deutscher römisch-katholischer Geistlicher und Theologe
- Jaeck, Peter (1894–1937), deutscher Sportwissenschaftler
- Jaeck, Scott (* 1954), US-amerikanischer Schauspieler
- Jaeckel, Antonie (1876–1960), deutsche Schauspielerin
- Jaeckel, Birgit (* 1980), deutsche Roman- und Drehbuchautorin
- Jaeckel, Fritz (* 1963), deutscher Politiker (CDU), Staatssekretär in SachsenFritz Jaeckel (* 1963)

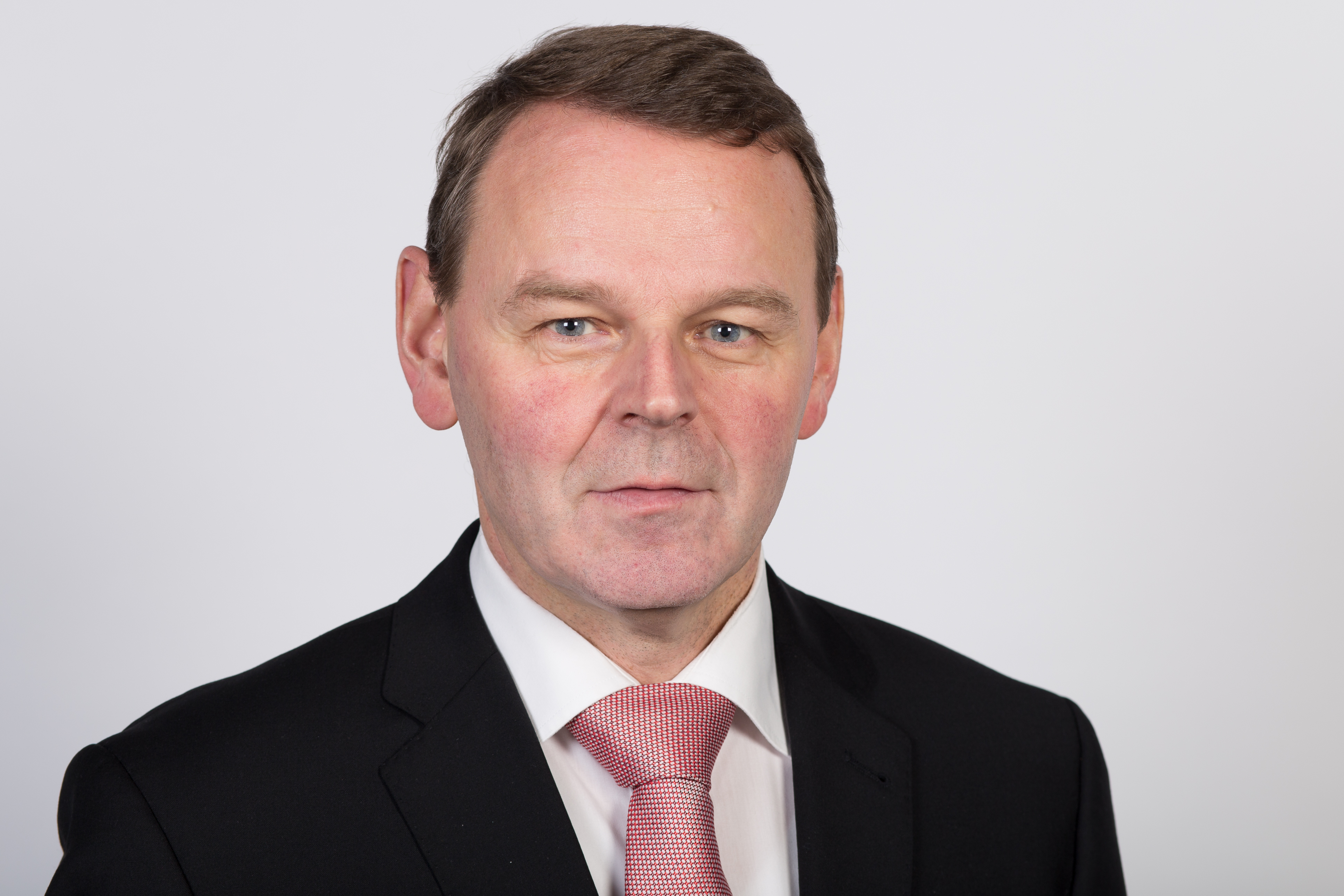
Fritz Jaeckel (* 1963)

- Jaeckel, Gunther, Kürschner in New York
- Jaeckel, Hans (1898–1962), deutscher Architekt
- Jaeckel, Hermann (1895–1968), deutscher Politiker (SPD), Mitglied der Stadtverordnetenversammlung von Groß-Berlin
- Jaeckel, Hugo (1864–1928), deutscher Landschaftsmaler
- Jaeckel, John P. (1865–1941), US-amerikanischer Politiker
- Jaeckel, Karl (1908–1984), deutscher Ingenieur, Mathematiker und Hochschullehrer
- Jaeckel, Karl Franz (1844–1898), deutscher Jurist und Politiker
- Jaeckel, Paul (1845–1906), deutscher Reichsgerichtsrat
- Jaeckel, Paul (* 1998), deutscher FußballspielerPaul Jaeckel (* 1998)

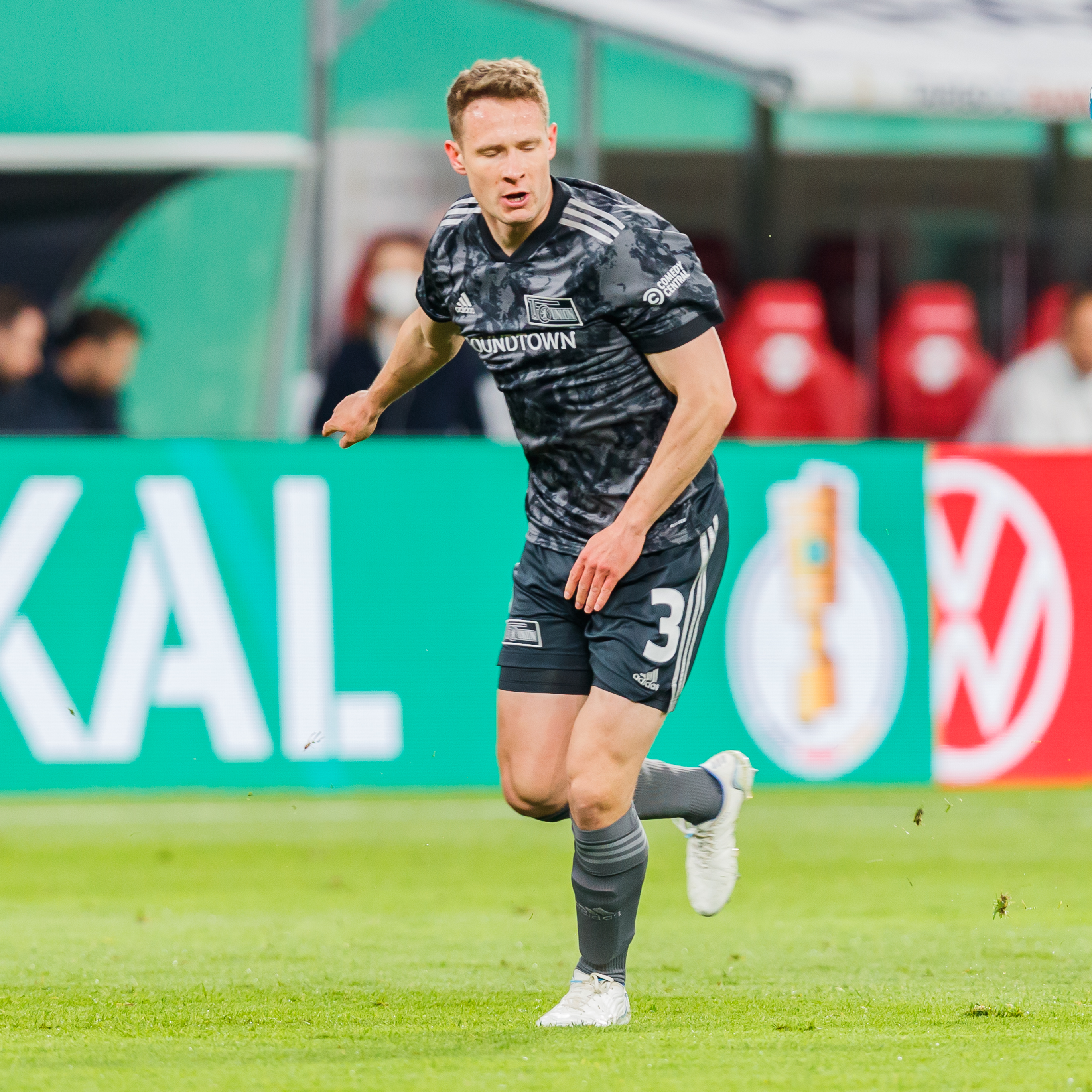
Paul Jaeckel (* 1998)

- Jaeckel, Peter (1914–1996), deutscher Klassischer Archäologe und Numismatiker
- Jaeckel, Richard (1926–1997), US-amerikanischer Schauspieler
- Jaeckel, Rudolf (1907–1963), deutscher Physiker
- Jaeckel, Siegfried (1892–1970), deutscher Biologe und Zahnarzt
- Jaeckel, Theodor (1908–1998), deutscher evangelischer Theologe und Missionar
- Jaeckel, Tracy (1905–1969), US-amerikanischer Degenfechter
- Jaeckel, Willy (1888–1944), deutscher Künstler
- Jaecker, Friedrich (* 1950), deutscher Komponist und Musiktheoretiker
- Jaecker, Tobias (* 1975), deutscher Kommunikationswissenschaftler, Journalist und Sachbuchautor
- Jaeckin, Just (1940–2022), französischer Filmregisseur und Modefotograf
- Jaeckle, Charles (1872–1923), elsässischer Bildhauer
- Jaeckle, Erwin (1909–1997), Schweizer Schriftsteller, Journalist und Politiker
- Jaecklin, André (* 1933), Schweizer Elektroingenieur und Hochschullehrer

### Jaed
- Jaede, Heino (1876–1948), deutscher Maler und Illustrator
- Jaedicke, Hans-Georg (1911–2000), deutscher Mediziner
- Jaedicke, Horst (1924–2010), deutscher Redakteur, Filmproduzent und Fernsehmoderator
- Jædig, Bent (1935–2004), dänischer Jazzmusiker (Tenorsaxophon und Flöte)

### Jaeg
- Jaeg, Paul (* 1949), österreichischer Künstler
- Jaegen, Hieronymus (1841–1919), deutscher katholischer Bankier, Parlamentarier und Mystiker
- Jaeger, Adeline (1809–1897), deutsche Porträt-, Landschafts- und Stilllebenmalerin der Düsseldorfer Schule
- Jaeger, Adolf Hermann (1832–1899), deutscher Verwaltungsjurist und Kommunalpolitiker, Oberbürgermeister von Elberfeld
- Jaeger, André (* 1947), Schweizer Koch und Unternehmer
- Jaeger, Andrea (* 1965), US-amerikanische TennisspielerinAndrea Jaeger (* 1965)

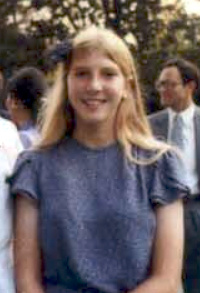
Andrea Jaeger (* 1965)

- Jaeger, Anna (1849–1908), deutsche Porträt- und Genremalerin der Düsseldorfer Schule
- Jaeger, Brett (* 1983), deutsch-kanadischer Eishockeytorwart
- Jaeger, Carl (1874–1932), deutscher Eisenhüttenmann und Manager der Stahlindustrie
- Jaeger, Carsten (* 1978), deutscher Filmemacher und Filmproduzent
- Jaeger, Charles Stephen (* 1940), US-amerikanischer Germanist
- Jaeger, Connor (* 1991), US-amerikanischer Schwimmer
- Jaeger, Elfriede (1899–1964), deutsche Politikerin (DKP-DRP), MdB
- Jaeger, Elisabeth (1892–1969), deutsche Diakonisse
- Jaeger, Ernst (1869–1944), deutscher Jurist
- Jaeger, Erwin (1870–1955), deutscher Arzt
- Jaeger, Falk (* 1950), deutscher Autor, Architekturkritiker und Architekturhistoriker
- Jaeger, Felix (* 1997), deutscher Handballspieler
- Jæger, Frank (1926–1977), dänischer Lyriker und Autor
- Jaeger, Frans Maurits (1877–1945), niederländischer Chemiker
- Jaeger, Franz (* 1941), Schweizer Ökonom und PolitikerFranz Jaeger (* 1941)

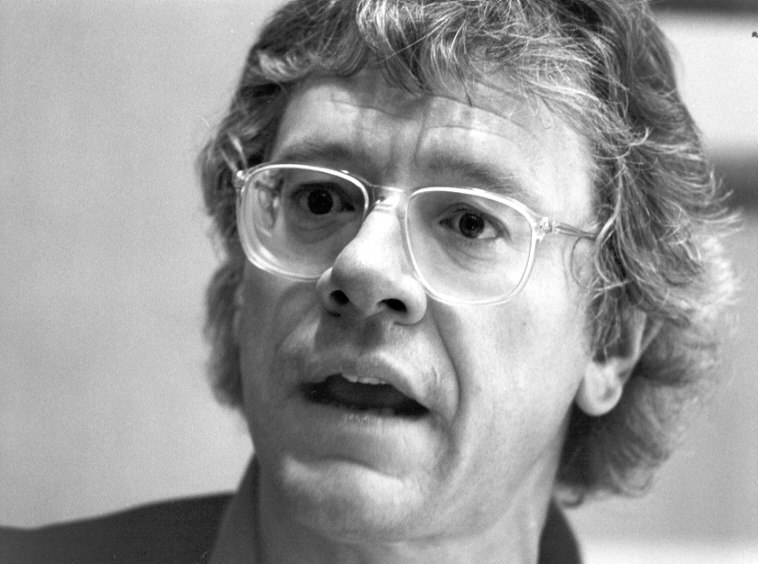
Franz Jaeger (* 1941)

- Jaeger, Frédéric (* 1984), deutscher Filmemacher
- Jaeger, Frederick (1928–2004), britischer Schauspieler
- Jaeger, Friedrich (1835–1878), Schweizer Architekt
- Jaeger, Friedrich (* 1946), deutscher Politiker (SPD), MdL
- Jaeger, Friedrich (* 1956), deutscher Historiker
- Jaeger, Friedrich Gustav (1895–1944), deutscher Offizier und Widerstandskämpfer des 20. Juli 1944 gegen den Nationalsozialismus
- Jaeger, Fritz (1881–1966), Geograph und Forschungsreisender
- Jaeger, Georg Friedrich von (1766–1840), deutscher Forstmann und Verwaltungsbeamter
- Jaeger, George (1926–2021), US-amerikanischer Diplomat, Generalkonsul in Québec und stellvertretender Assistierender NATO-Generalsekretär
- Jaeger, Gerd (1927–2019), deutscher Bildhauer und Maler
- Jaeger, Goetz (1934–2021), deutscher Dramaturg und Autor
- Jaeger, Gotthilf (* 1871), deutscher Bildhauer
- Jaeger, Gunnar (* 1970), deutscher Handballspieler
- Jæger, Hans (1854–1910), norwegischer Literat und AnarchistHans Jæger (1854–1910)

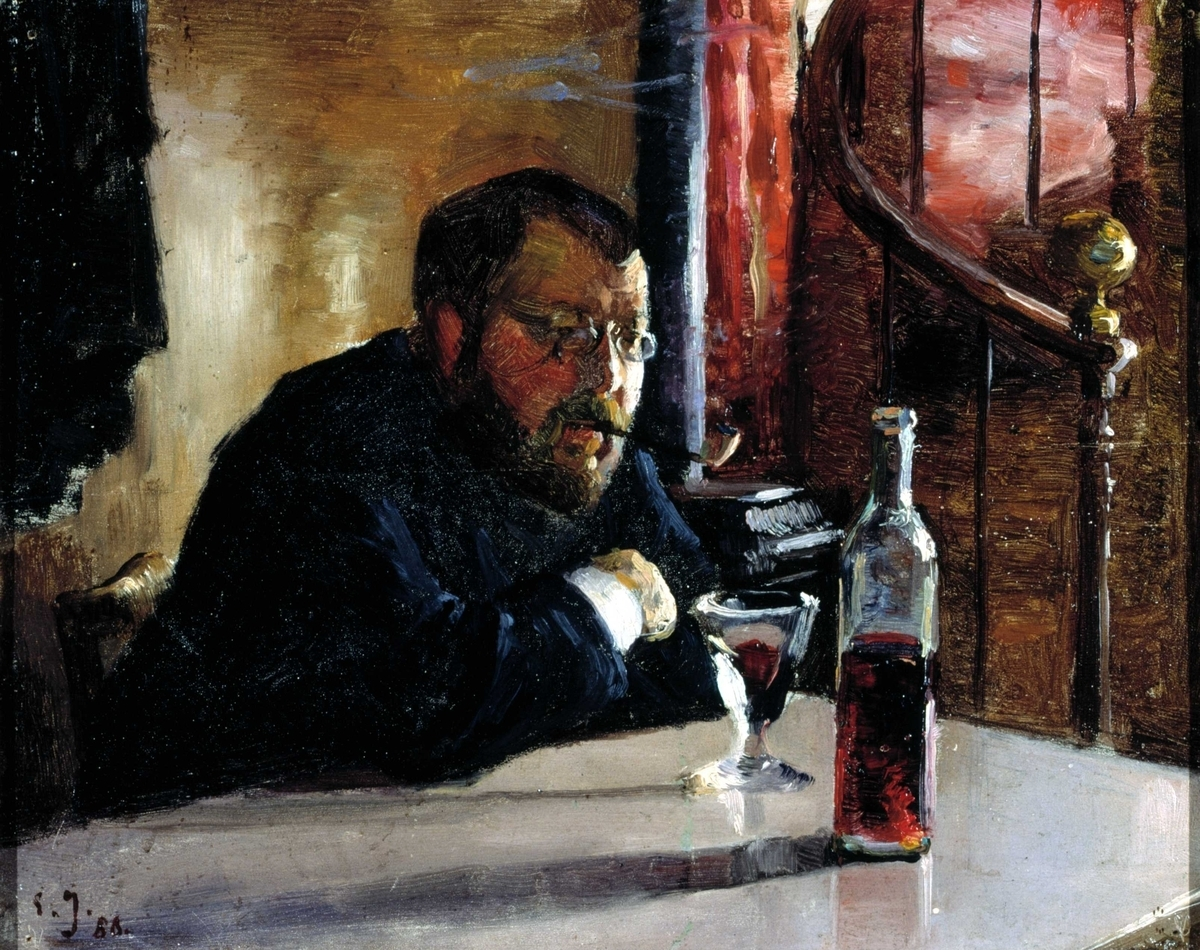
Hans Jæger (1854–1910)

- Jaeger, Hans (1899–1975), deutscher politischer Funktionär (KPD), Aktivist und Schriftsteller
- Jaeger, Hans-Jürgen (1931–2013), deutscher Jurist, Bahnbeamter und Politiker (FDP), MdL
- Jaeger, Hartmut (* 1958), deutscher Lehrer, Autor und Geschäftsführer der Christlichen Verlagsgesellschaft in Dillenburg
- Jaeger, Heino (1938–1997), deutscher Maler, Graphiker und Satiriker
- Jaeger, Heinrich (1816–1888), preußischer Verwaltungsbeamter und Landrat
- Jaeger, Heinrich (* 1957), deutsch-US-amerikanischer Physiker
- Jaeger, Heinz (1882–1946), deutscher Beamter, Leiter des Versicherungsamts der Stadt München
- Jaeger, Heinz (* 1924), deutscher Arzt und Philatelist
- Jæger, Henriette (* 2003), norwegische Leichtathletin
- Jaeger, Henrik (* 1960), deutscher Sinologe und Philosoph
- Jaeger, Henry (1927–2000), deutscher SchriftstellerHenry Jaeger (1927–2000)

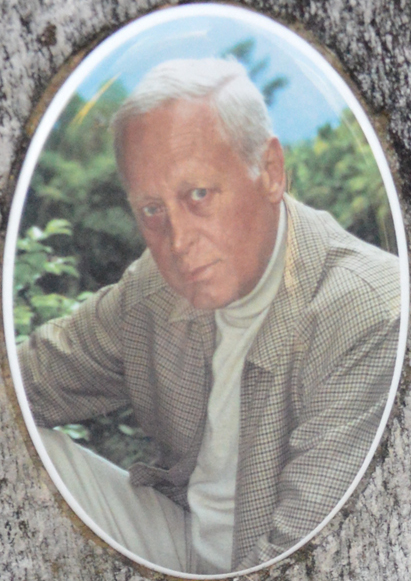
Henry Jaeger (1927–2000)

- Jaeger, Hermann (* 1844), amerikanischer Rebenzüchter und Winzer
- Jaeger, Hermann (1929–1992), deutscher Geologe
- Jaeger, Hugo (1900–1970), deutscher Fotograf
- Jaeger, Jean-Paul (* 1944), französischer Geistlicher und römisch-katholischer Bischof von Arras
- Jaeger, Jenny (1909–1986), russische Jongleuse
- Jaeger, Jiří (1895–1975), Forschungsreisender, Autor und Fotograf
- Jaeger, Joachim (* 1935), deutscher evangelisch-lutherischer Geistlicher
- Jaeger, Johann-Georg (* 1965), deutscher Politiker (Bündnis 90/Die Grünen), MdL
- Jaeger, Johannes (1897–1972), deutscher Agrarwissenschaftler der Geflügelwirtschaft
- Jaeger, John Conrad (1907–1979), australischer angewandter Mathematiker und Geophysiker
- Jæger, Jørgen (* 1946), norwegischer Kriminalautor
- Jaeger, Julius (1855–1887), deutscher Landschaftsmaler der Düsseldorfer Schule
- Jaeger, Karl Friedrich (1794–1842), Pfarrer und Verfasser heimatkundlicher Bücher
- Jaeger, Kinan (* 1966), deutscher Politikwissenschaftler und Geograph
- Jaeger, Klaus G. (1939–1997), deutscher Filmsammler, -enthusiast und -organisator
- Jaeger, Krafft Werner (1919–2008), deutscher Offizier der Wehrmacht, Widerstandskämpfer gegen den Nationalsozialismus und KZ-Häftling
- Jaeger, Kurt (1909–1975), deutscher Numismatiker
- Jaeger, Lars (1969–2024), schweizerisch-deutscher Unternehmer und Autor
- Jaeger, Lorenz (1892–1975), deutscher Geistlicher, Erzbischof von Paderborn und Ökumeniker
- Jaeger, Ludwig Albert (1834–1903), deutscher Kaufmann und Politiker (NLP), MdR
- Jaeger, Lukas (* 1995), deutscher Volleyballspieler
- Jaeger, Lutz (* 1944), deutscher Klimatologe
- Jaeger, Malte (1911–1991), deutscher Schauspieler, Theaterregisseur und SynchronsprecherMalte Jaeger (1911–1991)

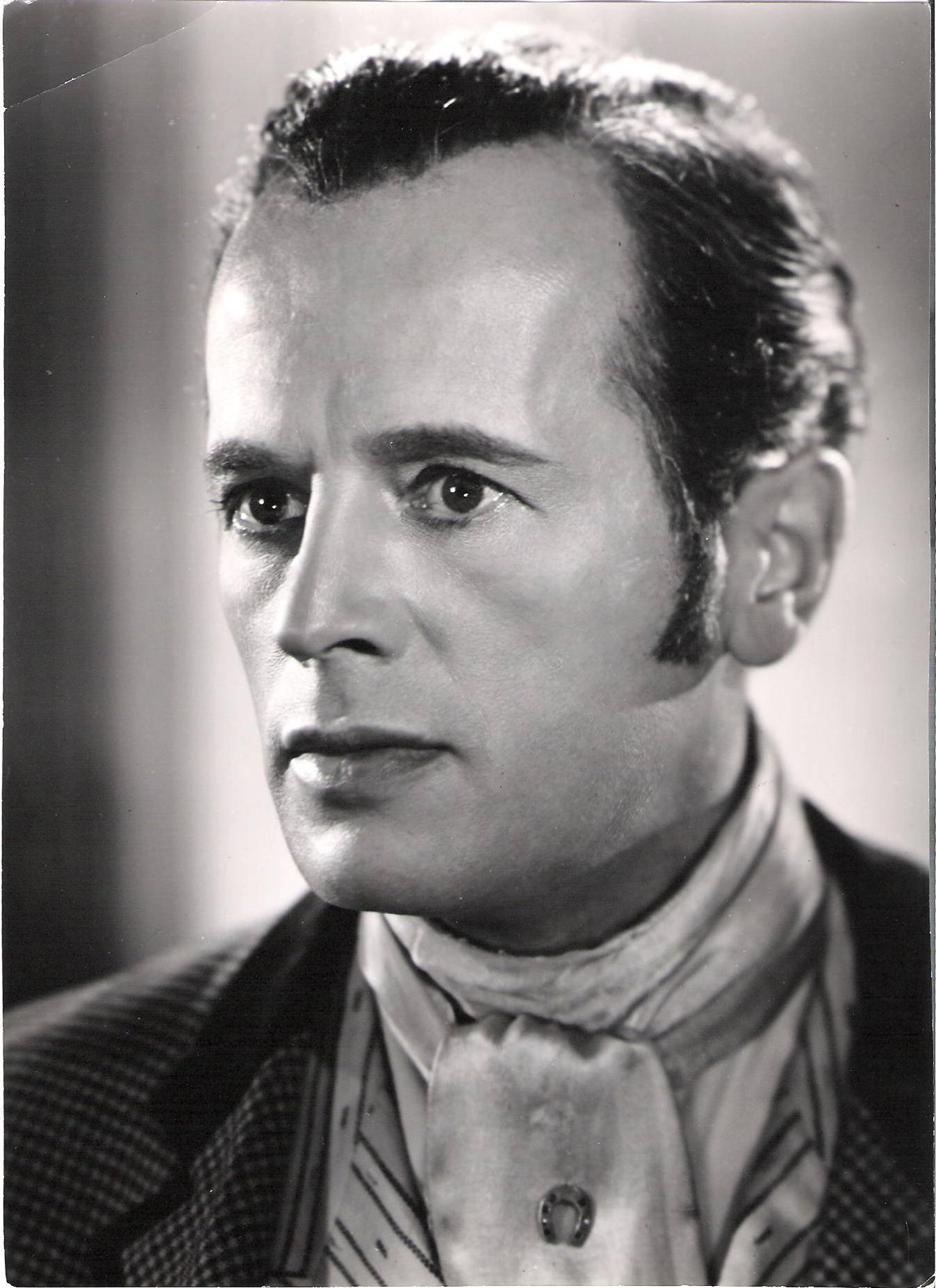
Malte Jaeger (1911–1991)

- Jaeger, Marc (* 1954), luxemburgischer Jurist und Richter am Gericht der Europäischen Union
- Jaeger, Matthias (* 1937), deutscher Arzt und Sanitätsoffizier
- Jaeger, Matthias (1945–2014), deutscher Maler und Grafiker
- Jaeger, Max (* 1997), deutscher Handballspieler
- Jaeger, Maximilian (1884–1958), Schweizer Diplomat
- Jaeger, Melanie (* 1981), deutsche Schlagersängerin
- Jaeger, Meta (1867–1940), deutsche Theater- und Filmschauspielerin
- Jaeger, Michael (* 1976), Schweizer Jazz-Musiker (Tenorsaxophon, Klarinette, Komposition)
- Jaeger, Olga (1880–1965), österreichische Malerin und Kunstsammlerin
- Jaeger, Otto (1835–1902), deutscher Verwaltungsjurist in Preußen
- Jaeger, Paul (1869–1963), deutscher evangelischer Theologe
- Jaeger, Paul Hans (1886–1958), deutscher Politiker (FDP), MdB
- Jaeger, Philipp (* 1994), deutscher Handballspieler
- Jaeger, Renate (1933–2018), deutsche Grafikerin
- Jaeger, Renate (* 1940), deutsche Richterin des Bundesverfassungsgerichts
- Jaeger, Richard (1913–1998), deutscher Jurist und Politiker (CSU), MdB, MdEP
- Jaeger, Rita (* 1935), deutsches Model
- Jaeger, Rolf (1937–2011), deutscher Handballspieler und -trainer
- Jaeger, Sabine (* 1963), deutsche Synchronsprecherin und Synchronregisseurin
- Jaeger, Sam (* 1977), US-amerikanischer Schauspieler, Drehbuchautor, Filmproduzent und FilmregisseurSam Jaeger (* 1977)

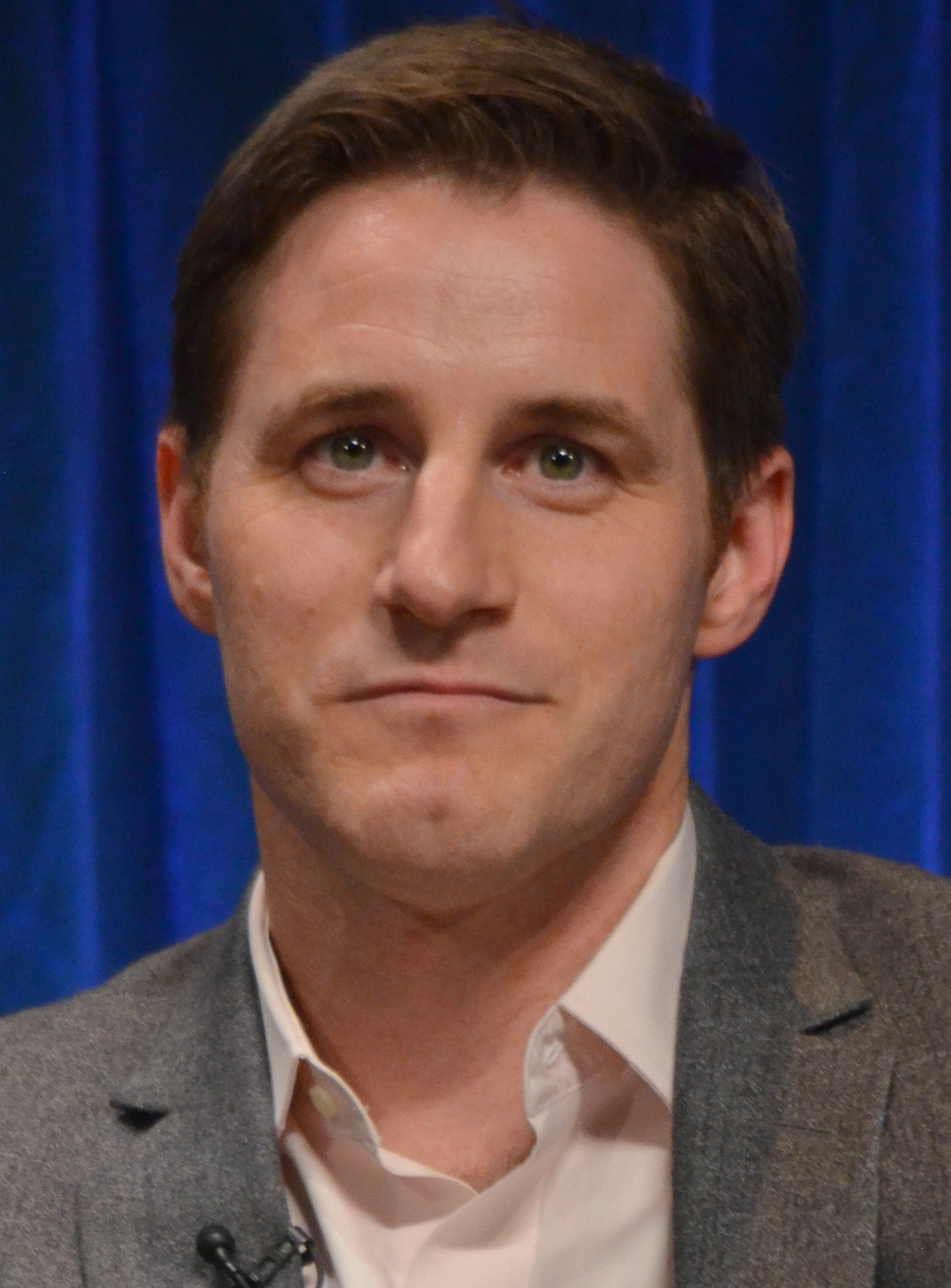
Sam Jaeger (* 1977)

- Jaeger, Sebi (* 1987), deutscher Schauspieler und Tänzer
- Jaeger, Simone (* 1981), deutsche Schauspielerin und Synchronsprecherin
- Jaeger, Theodor Johann (1874–1943), österreichischer Architekt und Bauingenieur
- Jaeger, Thomas (1929–1980), deutscher Bauingenieur
- Jaeger, Thomas Theodor (* 1977), österreichischer Rechtswissenschaftler
- Jaeger, Volkmar (1928–2019), deutscher Fotograf
- Jaeger, Walter (1911–1987), Schweizer Politiker (NA)
- Jaeger, Werner (1888–1961), deutscher AltphilologeWerner Jaeger (1888–1961)

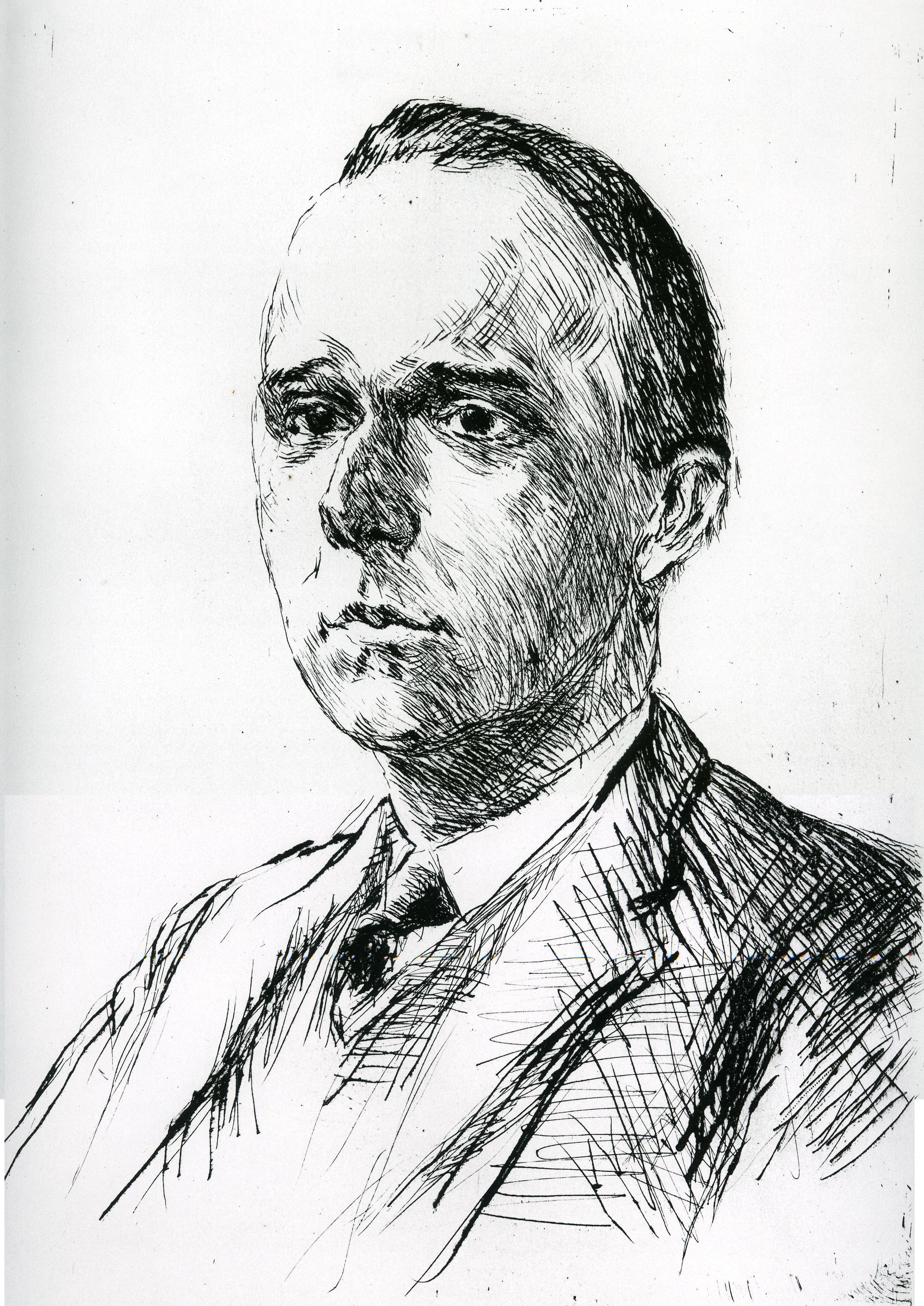
Werner Jaeger (1888–1961)

- Jaeger, Wilhelm (1800–1868), deutscher Metallwarenfabrikant
- Jaeger, Wilhelm (1887–1949), deutscher Unternehmer und Politiker (DNVP, DKP-DRP), MdR
- Jaeger, Wilhelm (1888–1979), deutscher Bildhauer
- Jaeger, Wilhelm (* 1941), Schweizer Künstler
- Jaeger, Wilhelm Ludwig (1862–1937), deutscher Physiker
- Jaeger, Wolfgang (1935–2020), deutscher Politiker (CDU), MdL
- Jaeger, Wolfgang (* 1936), deutscher Radsportler
- Jaeger-Erben, Melanie (* 1977), deutsche Nachhaltigkeitsforscherin und Hochschullehrerin
- Jaegerhuber, Werner (1900–1953), haitianischer Komponist und Musikwissenschaftler
- Jaegers, Albert (1868–1925), amerikanischer Bildhauer
- Jaeggi, Danielle (* 1945), Schweizer Filmregisseurin und Drehbuchautorin
- Jaeggi, Eva (* 1934), österreichische Psychotherapeutin und Hochschullehrerin
- Jaeggi, Hugo (1936–2018), Schweizer Fotograf
- Jaeggi, Oswald (1913–1963), Schweizer Komponist und Kirchenmusiker
- Jaeggi, Peter (* 1946), Schweizer Journalist
- Jaeggi, Rahel (* 1966), Schweizer Hochschullehrerin, Professorin für Philosophie
- Jaeggi, Stephan (1903–1957), Schweizer Komponist und Dirigent
- Jaeggi, Urs (1931–2021), Schweizer Schriftsteller, Maler, Bildhauer und Soziologe
- Jaeggy, Fleur (* 1940), Schweizer Schriftstellerin und Übersetzerin

### Jaeh
- Jaehde, Ulrich (* 1961), deutscher Apotheker und Professor für Klinische Pharmazie
- Jaehn, Felix (* 1994), deutscher DJ und MusikproduzentFelix Jaehn (* 1994)

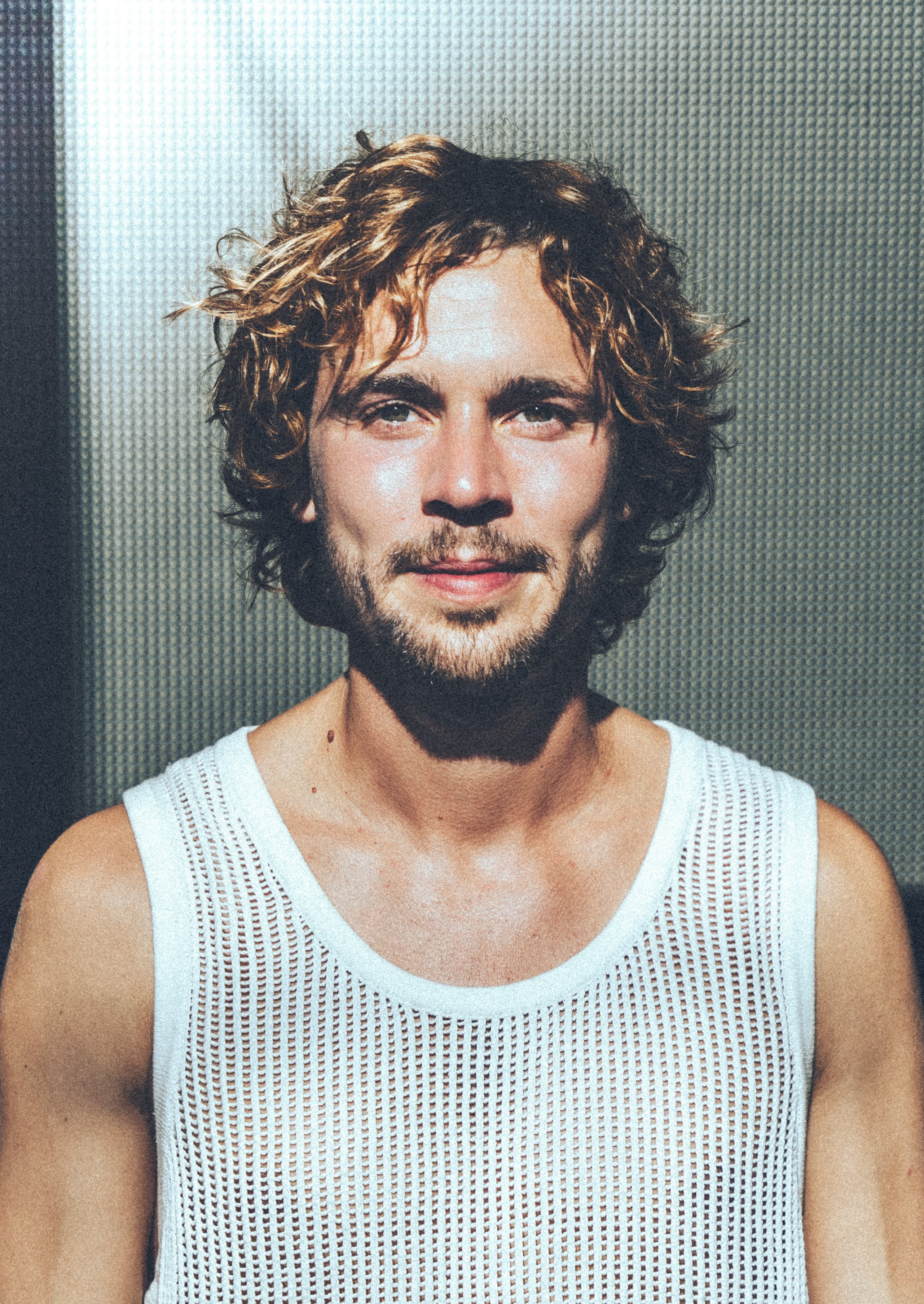
Felix Jaehn (* 1994)

- Jaehn, Max Reinhard (* 1948), deutscher Mediziner und Orgelforscher
- Jaehne, Katrin (* 1987), deutsche Schauspielerin
- Jaehne, Richard (1858–1905), deutscher Kommunalpolitiker, Oberbürgermeister von Potsdam
- Jaehner, Inge (1956–2016), deutsche Kunsthistorikerin
- Jaehngen, Jutta (* 1936), dänische Malerin, Grafikerin und Keramikerin
- Jaehnigen, Louis (1801–1866), deutscher Jurist

### Jaek
- Jaekel, Goya (* 1974), deutscher Fußballspieler
- Jaekel, Joseph (1907–1985), deutscher Metallbildhauer und Hochschullehrer
- Jaekel, Otto (1863–1929), deutscher Geologe und Paläontologe
- Jaekle, Eugen (1870–1936), deutscher Politiker

### Jael
- Jaël, biblische Person, Frau Hebers
- Jaëll, Alfred (1832–1882), österreichischer Pianist und Komponist
- Jaëll, Marie (1846–1925), französische Pianistin, Komponistin und Instrumentallehrerin

### Jaen
- Jaén, Hilary (* 2002), panamaische Fußballspielerin
- Jaenada, Óscar (* 1975), spanischer SchauspielerÓscar Jaenada (* 1975)

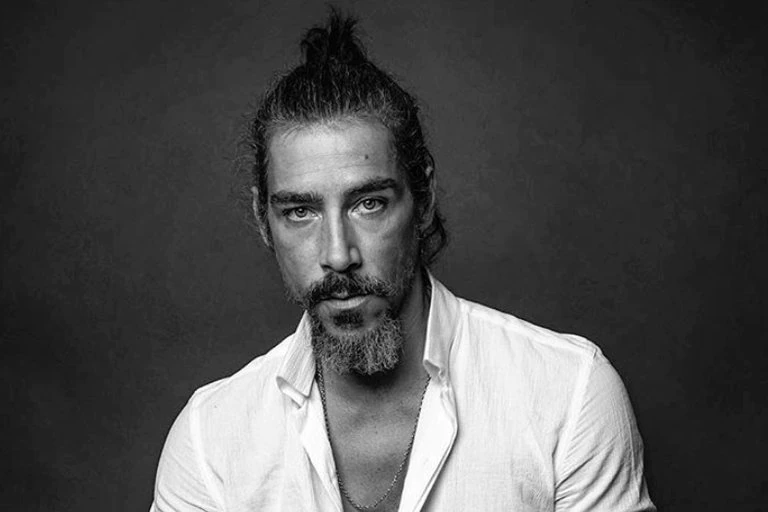
Óscar Jaenada (* 1975)

- Jaene, Hans-Dieter (1924–2004), deutscher Journalist
- Jaenecke, Erwin (1890–1960), deutscher Generaloberst im Zweiten Weltkrieg
- Jaenecke, Fritz (1903–1978), deutsch-schwedischer Architekt
- Jaenecke, Gustav (1908–1985), deutscher Eishockey- und Tennisspieler
- Jaenecke, Heinrich (1928–2014), deutscher Journalist, Publizist und Historiker
- Jaenichen, Erna (1905–1991), deutsche Schneiderin und später Prostituierte
- Jaenichen, Johann (1873–1945), deutscher Bildhauer
- Jaenichen-Woermann, Hedwig (1879–1960), deutsche Bildhauerin, Malerin und Kunstgewerblerin
- Jaenicke, Anja (* 1963), deutsche Schauspielerin
- Jaenicke, Günter (1937–2015), deutscher Politiker (CDU)
- Jaenicke, Günther (1914–2008), deutscher Rechtswissenschaftler und Völkerrechtler
- Jaenicke, Hannes (* 1960), deutscher Schauspieler und UmweltaktivistHannes Jaenicke (* 1960)

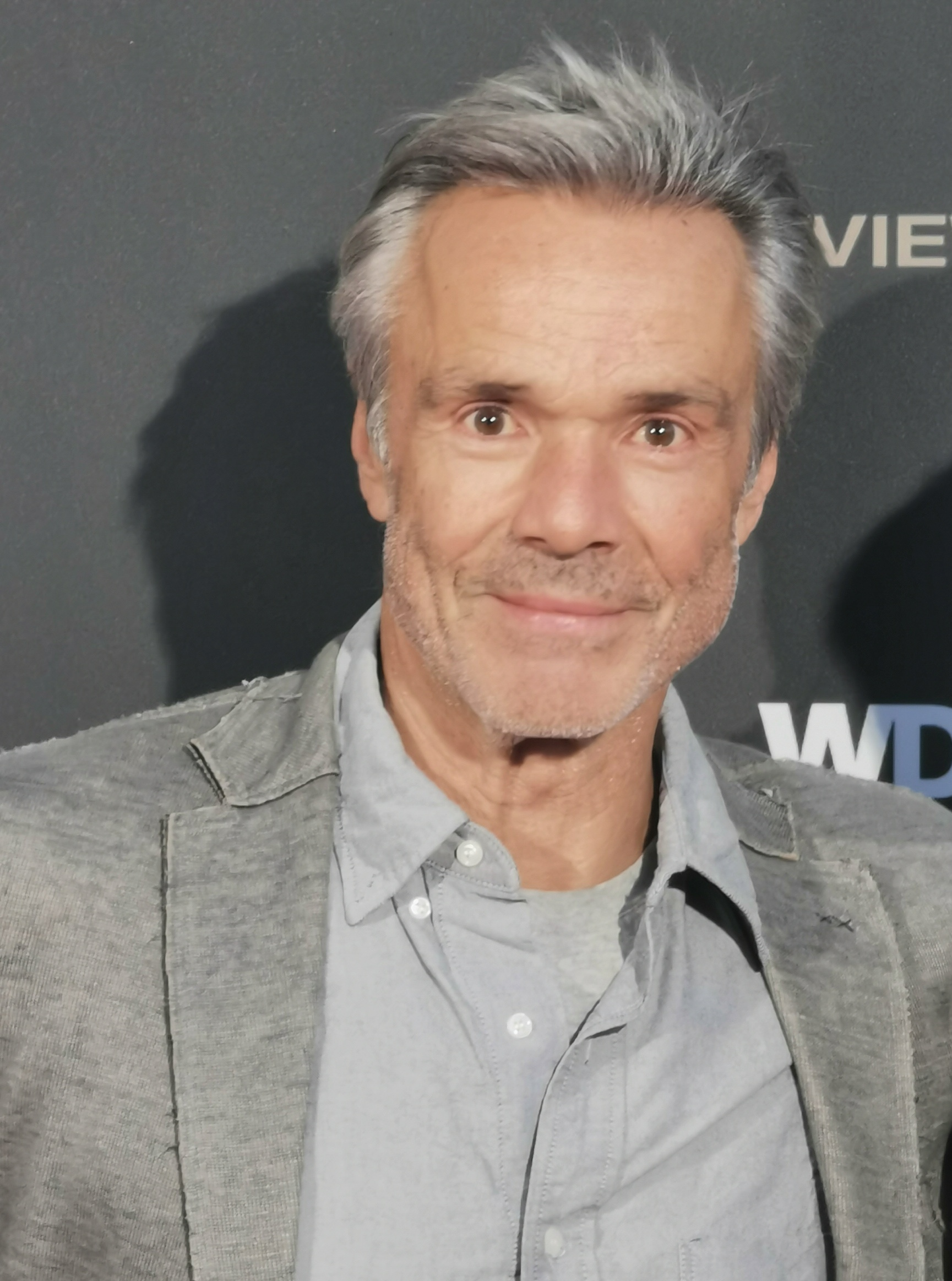
Hannes Jaenicke (* 1960)

- Jaenicke, Hans-Christian (* 1969), deutscher Geiger, Arrangeur, Komponist und bildender Künstler
- Jaenicke, Joachim (1915–2007), deutscher Diplomat
- Jaenicke, Johannes (1748–1827), deutscher evangelischer Prediger und Gründer einer Missionsschule
- Jaenicke, Johannes (1888–1984), deutscher Chemiker
- Jaenicke, Karl (1849–1903), deutscher Jurist und Schriftsteller
- Jaenicke, Käte (1923–2002), deutsche Schauspielerin
- Jaenicke, Lothar (1923–2015), deutscher Biochemiker
- Jaenicke, Rainer (1930–2016), deutscher Biochemiker
- Jaenicke, Richard Adolf (1858–1917), deutscher Konstrukteur und Unternehmer, Mitbegründer der Wanderer-Werke
- Jaenicke, Walther (1921–2010), deutscher Chemiker
- Jaenicke, Wolfgang (1881–1968), deutscher Politiker (DStP), MdR und Diplomat
- Jaenisch, Hans (1907–1989), deutscher Maler und Professor der Bildenden Künste
- Jaenisch, Julius (1890–1964), deutscher Nachrichtensprecher
- Jaenisch, Jürgen (1939–2020), deutscher Leichtathlet und Leichtathletiktrainer
- Jaenisch, Maximilian (* 1988), deutscher SchauspielerMaximilian Jaenisch (* 1988)

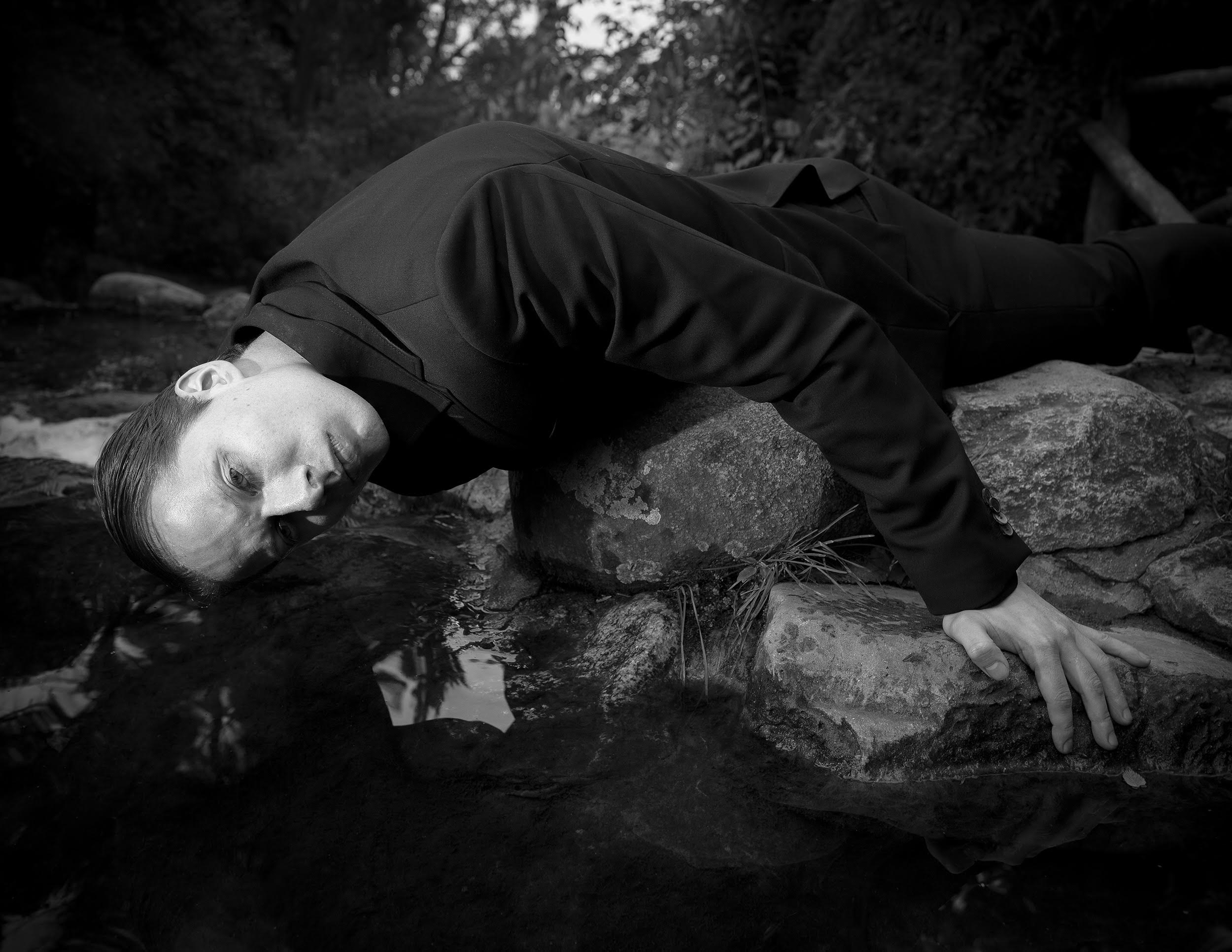
Maximilian Jaenisch (* 1988)

- Jaenisch, Rudolf (* 1942), deutscher Molekularbiologe und Genetiker
- Jaenke, Franz-Werner (1905–1943), deutscher Politiker (NSDAP), MdR
- Jaenke, Hans, deutscher Autor von Fachliteratur über Sicherheitstechnik und Brandschutz
- Jaenke-Mamero, Aranka (1924–2018), deutsche Schauspielerin und Synchronsprecherin
- Jaenner, Anna Juliana (* 1988), österreichische Schauspielerin
- Jaensch, Chelsea (* 1985), australische Weitspringerin
- Jaensch, Erich Rudolf (1883–1940), deutscher Psychologe
- Jaensch, Nikola (* 1973), deutsche Künstlerin
- Jaensch, Robert (1817–1892), deutscher Mathematiklehrer
- Jaensch, Walther (1889–1950), deutscher Anthropologe, Psychologe und Sportmediziner
- Jaenzon, Henrik (1886–1954), schwedischer Kameramann
- Jaenzon, Julius (1885–1961), schwedischer Kameramann und Filmregisseur

### Jaep
- Jaepie-Jaepie (1832–1910), niederländischer Seenotretter

### Jaer
- Jære, Martin (1920–2015), norwegischer Skilangläufer
- Jaerling, Aly (* 1948), luxemburgischer Gewerkschafter und Politiker, Mitglied der Chambre
- Jaermann, Claude (* 1958), Schweizer Texter, Journalist und Comicautor

### Jaes
- Jaeschke, Emil (1874–1918), deutscher Kunsthistoriker und Bibliothekar
- Jaeschke, Hans Wolf (1907–1983), deutscher Diplomat
- Jaeschke, Norbert (1927–2018), deutscher Diplomat, Botschafter der DDR in Dänemark und der Türkei
- Jaeschke, Otto (1890–1957), deutscher Politiker (NSDAP), MdR
- Jaeschke, Paul (1851–1901), deutscher Marineoffizier
- Jaeschke, Pepa (* 1994), deutsche Fußballspielerin
- Jaeschke, Tomasz (* 1959), polnischer Theologe, Autor und Tierschützer
- Jaeschke, Walter (1945–2022), deutscher Philosoph und Hochschullehrer
- Jaeschke, Yannik (* 1993), deutscher Fußballspieler
- Jaesuraparp, Suchart (* 1951), thailändischer Sprinter

### Jaeu
- Jaeuthe, Günter (1940–2022), deutscher Kameramann